# Проїзд Іллінських (Житомир)
Проїзд Іллінських — проїзд в Богунському районі міста Житомира.

## Характеристики
Розташований у новому мікрорайоні Злата Рудня, на теренах історичної місцевості Стара Рудня. Місцевість також відома як Бермудський Трикутник. З'єднує вулиці Миропільську та Багратіонівську.

## Історія
Проїзд почав формуватися наприкінці 2000-х років на вільній від забудови заболоченій місцевості неподалік витоку струмка Холудка, де здавна здійснювалося видобування болотної руди. У 2015 році уточнено назву проїзду, його початок та закінчення.